# Дракон (фільм, 1956)
«Дракон» (грец. Ο Δράκος) — грецький чорно-білий фільм режисера Нікоса Кундуроса, що вийшов 1956 року. Фільм є володарем нагороди «Кращий фільм 1955—1959» першого Міжнародного кінофестивалю у Салоніках. Фільм також демонструвався на Венеційському кінофестивалі.
2006 року на кінофестивалі у Салоніках фільм було включено до десятки найкращих грецьких фільмів за всю історію за версією Грецької асоціації кінокритиків.

## Сюжет
Звичайний чоловік раптом усвідомлює, що він виглядає як злочинець на ім'я Дракон. Поліція його розшукує, а він переховується у нічному клубі. День за днем він поступово ідентифікує себе як злочинець Дракон.

## У ролях
- Дінос Іліопулос — Томас
- Маргарита Папагеоргіу — Крихітка
- Янніс Аргиріс — Товстун
- Танасіс Венгос — Спатіс
- Анестіс Влогос
- Марія Лекакі — Кармен
- Теодорос Андрікопулос
- Фріксос Насу
- Андреас Дузос
- Занніно

## Цікавий факт
Фільм згадується (та грає там важливу роль) у романі Джонатана Франзена «Свобода» під назвою «Диявол Афін».